# RMS Olympic
El RMS Olympic fue un transatlántico británico diseñado por los ingenieros navales Alexander Carlisle y Thomas Andrews y construido en los astilleros de Harland & Wolff (Belfast) para la compañía naviera White Star Line. Fue el primero de los tres navíos que constituían la clase Olympic, junto a sus buques gemelos, el RMS Titanic y el HMHS Britannic. A diferencia de estos últimos, el Olympic operó durante un largo período —desde 1911 hasta 1935—, incluido el servicio como buque de transporte de tropas durante la Primera Guerra Mundial.
Durante dos períodos, el Olympic ostentó el título del barco de pasajeros más grande del mundo —el primero abarcó desde el momento de su botadura, en octubre de 1910, hasta abril de 1912, cuando fue superado por el Titanic una vez que este fue terminado e introducido en el servicio en el Atlántico. El segundo, abarcó desde el naufragio del Titanic, ocurrido el 15 de abril de 1912, hasta la terminación y entrada en servicio del navío alemán SS Imperator, en 1913—.   
Además, siendo interrumpido de forma breve por las efímeras carreras de sus barcos gemelos, mantuvo en su poder, durante 23 años, el título del buque de mayor tamaño construido en el Reino Unido hasta 1934, cuando el RMS Queen Mary fue botado al mar. El Olympic gozó de una carrera muy popular, siendo uno de los transatlánticos más empleados por la alta sociedad de las décadas de 1910, 1920 y 1930. 
La caída de los viajes transoceánicos a mediados de los años treinta, debido a las consecuencias económicas de la Gran Depresión, sumergieron a la White Star en una crisis que no le aportaba ingresos suficientes para mantener su flota, por lo que, en mayo de 1934, se vio obligada a fusionarse con su empresa rival, la Cunard Line.  
Al año siguiente, en 1935, el Olympic fue retirado del servicio del transporte de pasajeros en la ruta del Atlántico, tras casi 24 años operando en dicha travesía, realizando su último viaje en marzo de ese mismo año, para luego ser vendido para su desguace, junto con su antiguo rival de Cunard, el RMS Mauretania.

## Historia

### Construcción e inicios
El Olympic fue construido en el astillero de Harland & Wolff, siendo iniciada su construcción el 16 de diciembre de 1908 —con el número de construcción 400—, y fue botado al mar el 20 de octubre de 1910, mientras su barco gemelo, el Titanic, estaba en un avance de un 30 %. El Olympic fue el primer buque de su clase en ser completado, y fue entregado a la White Star Line el 31 de mayo de 1911, el mismo día en el que se celebró la botadura del Titanic.
Con treinta metros más de eslora que sus rivales de la naviera Cunard Line, el RMS Lusitania y el RMS Mauretania, el Olympic se convirtió, en el momento de su botadura, en el barco de pasajeros más grande de su época, con 269,06 metros de eslora y 28,2 de manga.
Realizó su viaje inaugural entre Southampton y Nueva York el 14 de junio del mismo año, y durante los siete días de ruta, el Olympic consumió 650 toneladas de carbón cada 24 horas con un promedio de velocidad de 21,7 nudos, comparado a las 1000 toneladas de carbón diarias que consumían el Lusitania y el Mauretania.
Su primer capitán fue Edward Smith, quien lo comandó desde junio de 1911 hasta el 30 de marzo de 1912 para, posteriormente, tomar su último mando en el Titanic en sus pruebas de mar y en su trágico viaje inaugural. 
El interior del Olympic reunía los mejores interiores que Harland & Wolff había diseñado hasta entonces, lo que rápidamente atrajo la atención de pasajeros millonarios y personalidades famosas de todos los ámbitos sociales, concediendo al buque una gran popularidad y fama que lo acompañaría durante toda su carrera.

### Incidente con el HMS Hawke y retorno a la actividad

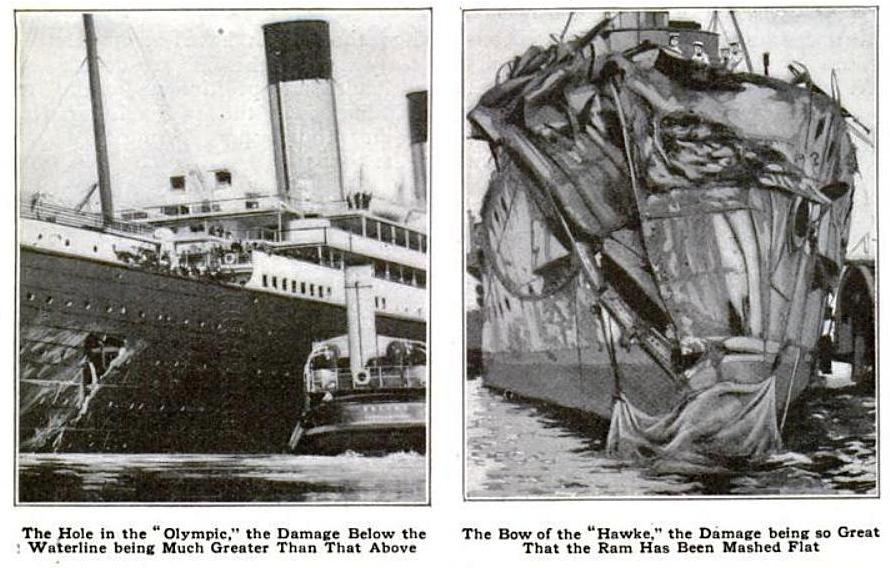
Daños en la popa del Olympic provocados por el Hawke, cuyos daños también se observan a la derecha.

El 20 de septiembre de 1911, cuando se disponía a realizar su sexta travesía, el Olympic tuvo un incidente con un buque de guerra, el HMS Hawke, que se le acercó demasiado cuando fue atraído por la fuerte succión generada por el transatlántico. El Hawke acabó golpeando el casco del Olympic por el lado de estribor, abriendo un gran agujero en la zona de los camarotes de tercera clase y dañando el eje de una hélice. Este accidente no causó heridos.
A pesar de los daños, el Olympic consiguió volver por cuenta propia al puerto de Southampton. Después de que la White Star Line inspeccionase la gravedad de los daños, el buque fue enviado a los astilleros de Harland & Wolff para someterse a reparaciones.
Como consecuencia de estos acontecimientos, el Titanic tuvo que abandonar el dique seco para que su gemelo pudiera ser reparado. Además, parte de los trabajadores que se encargaban del acondicionamiento del Titanic fueron temporalmente transferidos al Olympic, con la prioridad de reintroducirlo en el servicio lo antes posible.

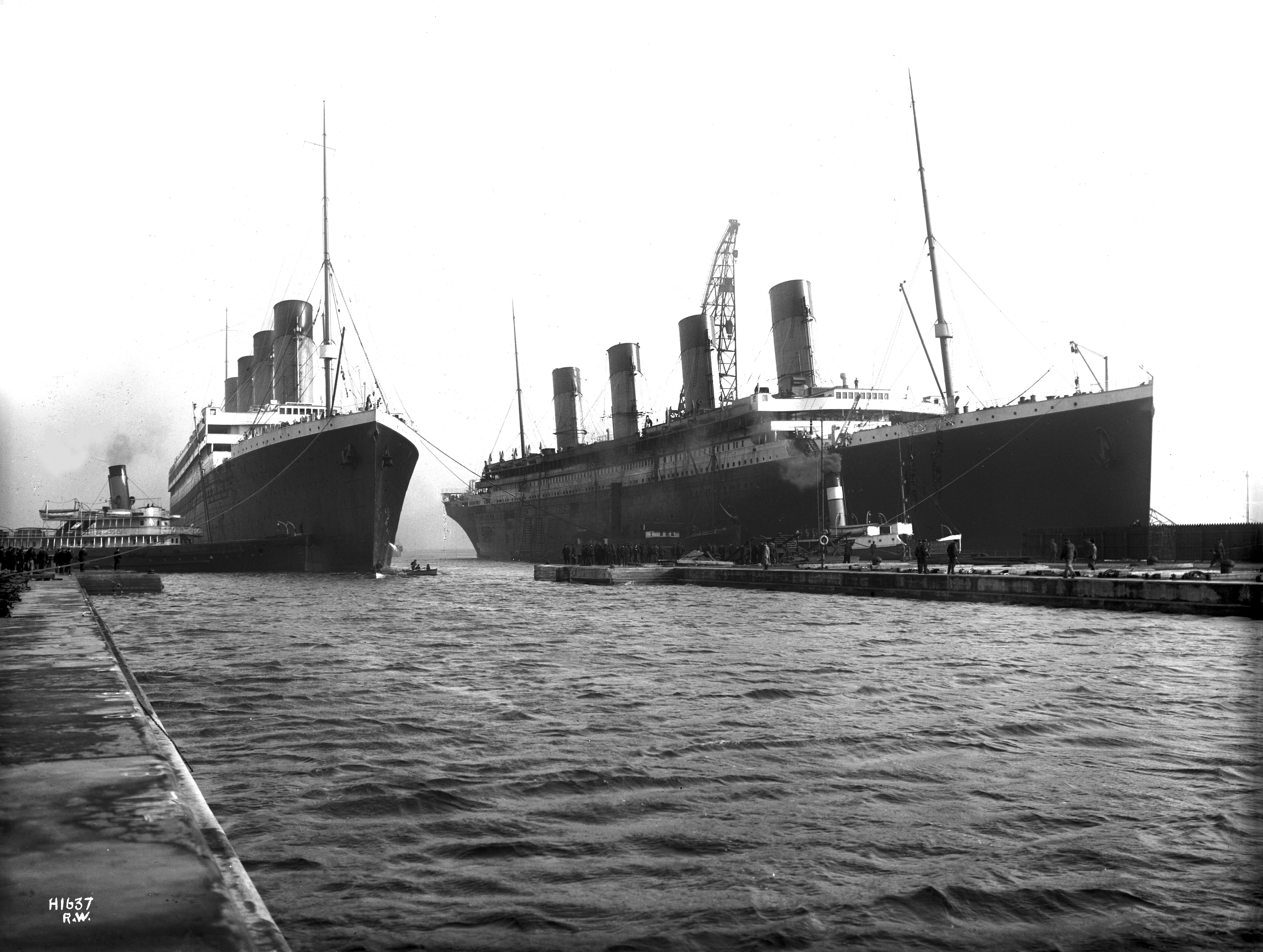
Fotografía del 6 de marzo de 1912, considerada una de las pocas en las que aparecen el Olympic (izq.) y el Titanic (der.) juntos.

Las reparaciones habían ocasionado un retraso importante en el equipamiento de los interiores del Titanic, que regresó a su dique en el mes de noviembre, una vez que el Olympic se incorporara a su ruta habitual.  
Sin embargo, la terminación del Titanic volvió a retrasarse en febrero de 1912, cuando su buque hermano pierde la pala de una hélice durante un viaje de regreso a Gran Bretaña desde Nueva York, por lo que tuvo que regresar a Belfast para su reparación. Para garantizar que los trabajos se llevaran a cabo en el menor tiempo posible, el Titanic volvió a ser retirado de su dique seco para hacer sitio al Olympic durante sus reparaciones, que fueron concluidas para el mes siguiente.  
No obstante, aquellas circunstancias retrasaron la fecha de entrega del Titanic a la White Star, por lo que la compañía no tuvo más opción que aplazar, por tres semanas, la fecha de su viaje inaugural al día 10 de abril de 1912.

### Desastre del Titanic

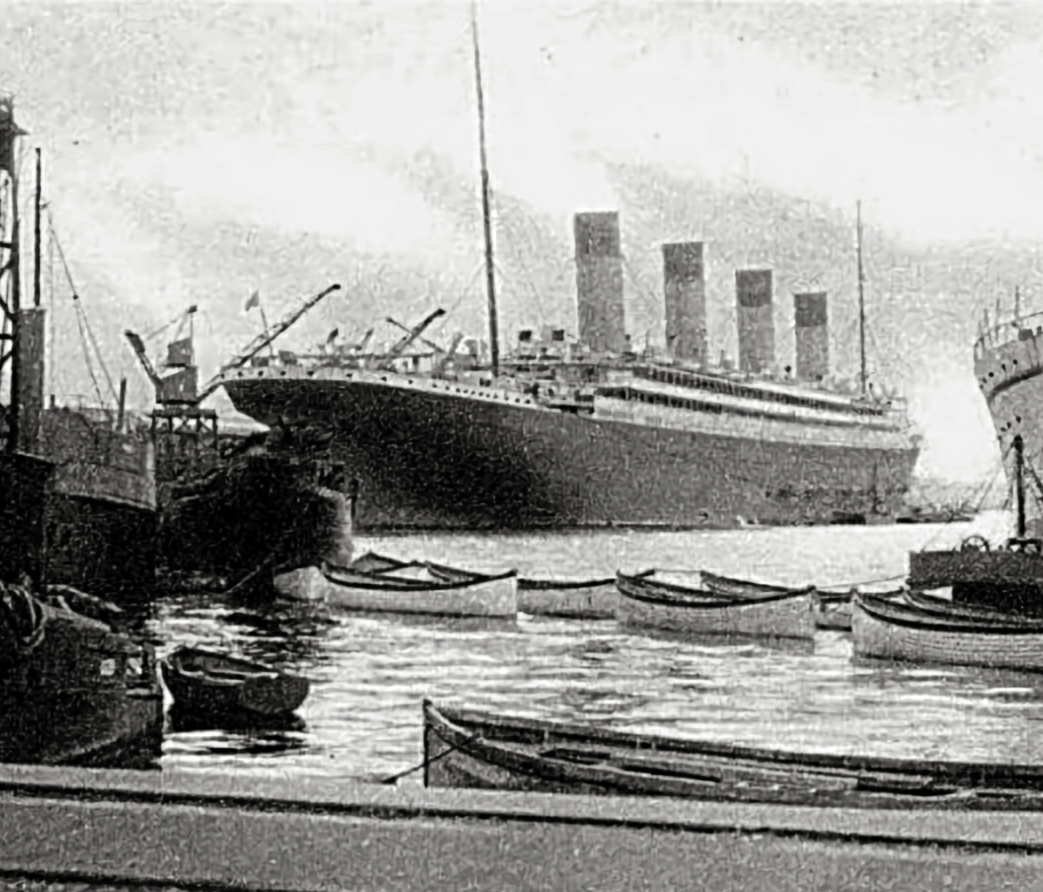
El Olympic aguardando la instalación de su nuevo lote de botes salvavidas, hacia finales de 1912.

En la noche del 14 de abril de 1912, el Olympic, bajo el mando del capitán Herbert Haddock, se encontraba realizando un viaje de regreso al Reino Unido cuando recibió las señales de socorro del Titanic, pero estaba a 500 millas náuticas (926 km) de distancia, por lo que su ayuda no llegó a tiempo. 
Varias horas después del final del hundimiento, cuando el Olympic se encontraba a 100 nmi (185,2 km) de la última posición oceánica del Titanic, el capitán Haddock recibió un telegrama del capitán del RMS Carpathia, Arthur Rostron, informando de que su buque ya se encontraba en la zona del desastre y que, desde su llegada al lugar, había recuperado varios de los botes salvavidas del barco naufragado, con 675 personas a bordo. 
Haddock volvió a contactar con el Carpathia para solicitar el traslado de varios de los supervivientes a bordo del Olympic. Sin embargo, el capitán Rostron respondió a la petición indicando que no serviría de mucho que el buque continuara su rumbo hasta el lugar del naufragio, ya que la situación estaba controlada y no veía necesario colocar en riesgo al propio Olympic de encontrarse con témpanos de hielo en su trayecto, con el fin de evitar una tragedia similar. 
También, coincidiendo con el presidente de la White Star Line y superviviente del naufragio, Bruce Ismay, Rostron rechazó la propuesta del capitán del Olympic de transferir los supervivientes a su barco, ya que consideraba que estos todavía se encontraban traumatizados con lo sucedido y que el hecho de pedirles que subieran a bordo de un navío prácticamente idéntico al Titanic les causaría angustia, pues temerían que la misma situación se repitiera.
No obstante, el capitán del Carpathia encomendó al Olympic el trabajo de anunciar a las oficinas de la Cunard Line y la White Star, mediante telegramas, la pérdida del Titanic y del rescate de trece de los veinte botes del extinto transatlántico, con un total de 705 supervivientes rescatados del desastre. Después de concluir dicha tarea, el Olympic prosiguió su viaje de regreso a Gran Bretaña. Como señal de respeto por las víctimas, se cancelaron los festejos planeados para la travesía, que finalizó seis días después del naufragio, el 21 de abril. Poco después, el Olympic colaboró con las labores de investigación llevadas a cabo por las comisiones estadounidense y británica sobre la tragedia.

### Mejoras en el Olympic tras el naufragio del Titanic

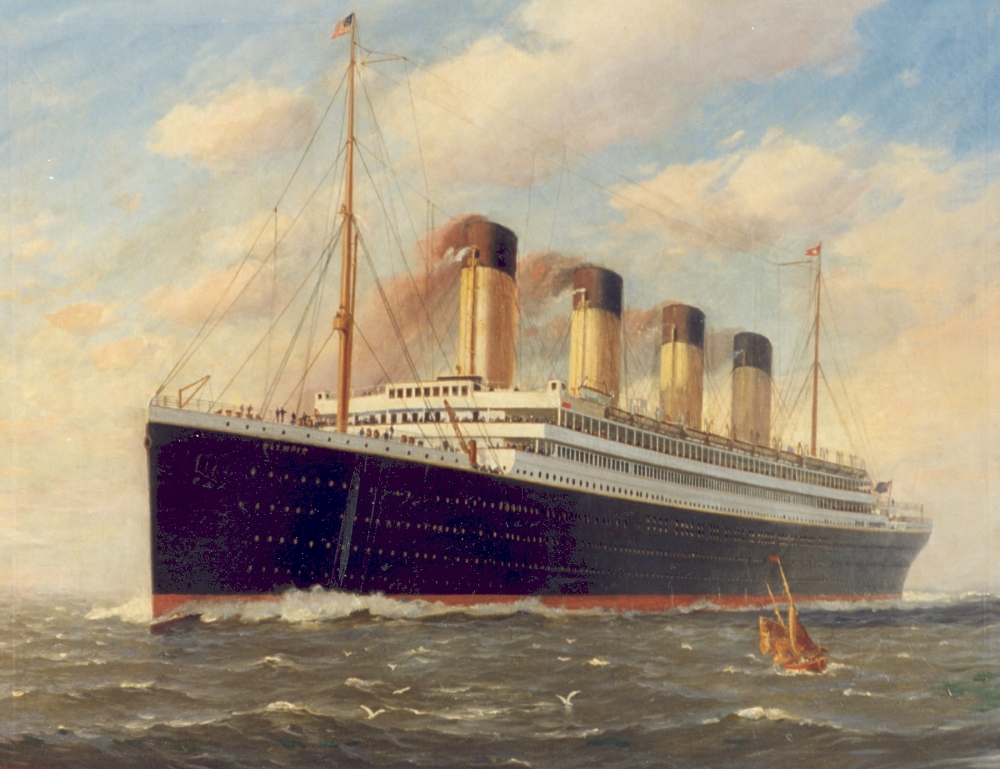
El Olympic, con sus reformas ya realizadas y un número mayor de botes salvavidas, representado en esta pintura al óleo realizada por el artista Fred Pansing, hacia finales de 1912.

El día 24 de abril, nueve días después de la tragedia, el Olympic tenía programado realizar el que sería su primer viaje tras la pérdida del Titanic. No obstante, la White Star tuvo que tomar la decisión de cancelar este viaje, principalmente debido a que la tripulación del Olympic no quiso abandonar el puerto de Southampton, así como el inicio de una huelga por parte de los maquinistas, en la que se reclamaba una mayor cantidad de botes salvavidas. Además, sumado a estas circunstancias, se añadió una drástica caída de las reservas de pasajeros, que hizo que la compañía realizara importantes cambios en el Olympic.
Entonces, el buque fue retirado del servicio el 9 de octubre de ese año y enviado al astillero de Harland & Wolff con el fin de mejorar su seguridad. Durante los seis meses que estuvo fuera de servicio, se añadieron 48 botes salvavidas, contando ahora con un total de 68 (entre los botes extra, se encontraban algunos pertenecientes al Titanic, que habían sido recogidos por el Olympic en Nueva York poco después de la tragedia). Después, fueron mejorados cinco de los dieciséis compartimientos estancos, siendo puestos a nivel de la cubierta B (anteriormente solo llegaban hasta la cubierta E, por lo que había una diferencia de tres cubiertas), logrando que el barco pudiese aguantar averías mucho más graves. También fue aumentada la altura del doble fondo, que hizo que el casco fuese más resistente.
En marzo de 1913, el Olympic estaba listo para volver al servicio regular en el Atlántico. Tras su reacondicionamiento fue anunciado comercialmente por la White Star «como nuevo», destacando en dichos anuncios las mejoras de sus elementos de seguridad. Además, gracias a estos cambios, su arqueo se incrementó a 46 358 toneladas, treinta más que el Titanic, con lo que pudo conservar el título del barco más grande del mundo hasta la entrada en servicio, en junio de ese año, del nuevo transatlántico insignia de la naviera alemana HAPAG, el SS Imperator. 
Desde su reincorporación, el Olympic experimentó un breve período de tranquilidad y prosperidad hasta el estallido de la Primera Guerra Mundial en agosto de 1914.

### Primera Guerra Mundial

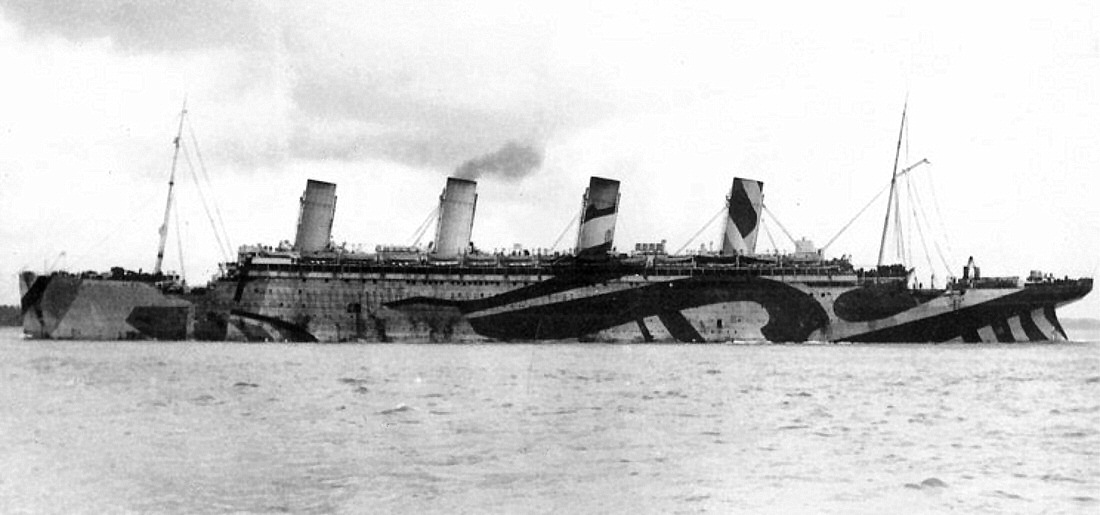
El Olympic pintado con camuflaje dazzle.

Durante los primeros meses de la I Guerra Mundial, el Olympic permaneció en el servicio civil, transportando pasajeros norteamericanos que regresaban a su país huyendo de los horrores del conflicto que asolaba Europa.  
Como medida preventiva para evitar su detección por parte de los submarinos y buques de guerra de las potencias centrales, su casco fue pintado de gris y las chimeneas de color negro, se cerraron los ojos de buey y se desactivó el sistema de alumbrado que iluminaba la cubierta de botes. Sus horarios fueron modificados apresuradamente para que el buque atracara en Liverpool en lugar de Southampton; posteriormente, sería destinado al puerto de Glasgow.
En octubre de 1914, durante su último viaje como navío de pasajeros durante la guerra, rescató a los tripulantes del HMS Audacious, un barco de guerra británico hundido a causa del choque con una mina.
En mayo de 1915 fue requisado por la Marina Real, pintado con camuflaje antisubmarino, renombrado como HMT (Hired Military Transport) Olympic y operado como transporte de tropas. 
Ese mismo año, el Olympic se juntó a su hermano más nuevo, el Britannic, que servía como barco hospital en el mar Mediterráneo trasladando tropas y heridos a la campaña de Galípoli. 
Después comenzó a transportar tropas canadienses y a finales de 1916 ya había completado diez viajes entre Canadá y Europa. Más tarde haría el trayecto entre los Estados Unidos y el continente europeo con la misma finalidad.
El 12 de mayo de 1918 consiguió hundir al submarino alemán SM U-103, que lo había atacado lanzándole un torpedo que falló. Al comprobar esto, el U-103 emergió con la idea de atacar a cañón al Olympic, pero su capitán, sir Bertram Hayes, consiguió maniobrar, embistió y hundió al submarino. El submarino comenzó a hundirse rápidamente y 31 personas que escaparon fueron recogidas por un destructor estadounidense que pasaba por la zona, el USS Davis. 
El Olympic sobrevivió a cuatro ataques submarinos, incluyendo el ya mencionado, ganándose así el apodo «The Old Reliable» (en español: «El Viejo Fiable»), con el que era conocido por su tripulación. Durante la contienda, recorrió un total de 184 000 millas (296 119 km) y transportó un total de 41 000 pasajeros civiles, 66 000 tropas y 12 000 miembros del batallón trabajador chino. 
Terminada la guerra en noviembre de 1918, regresó a Belfast en agosto de 1919 para su restauración, y volvió al servicio comercial en 1920.

### Carrera posterior

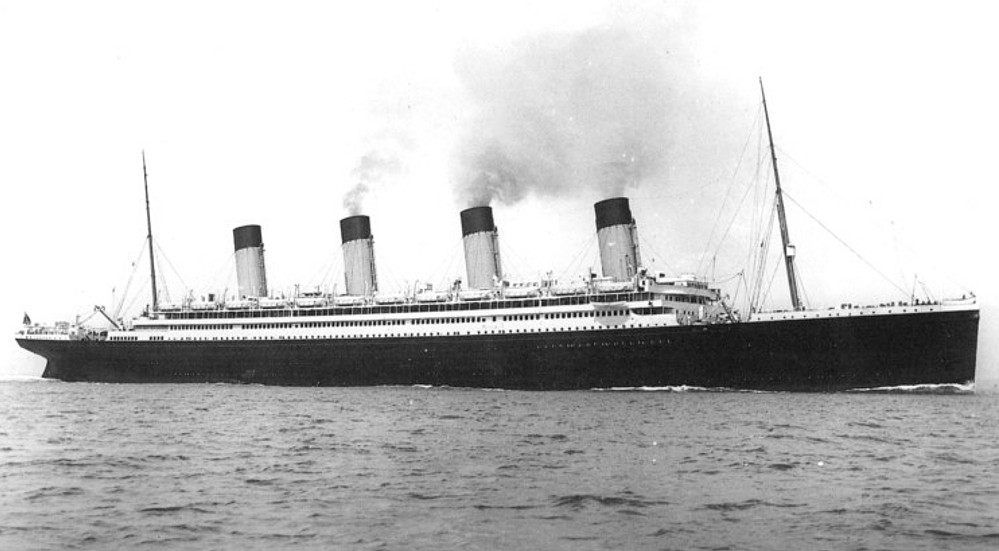
El Olympic fotografiado en 1922.

Poco antes de reincorporarse a la flota de la White Star Line tras el final de la guerra, el Olympic sufrió numerosas reformas para reacondicionarlo y adaptarlo a los nuevos tiempos. Sus interiores fueron modernizados y sus calderas fueron modificadas para consumir diésel en lugar de carbón. Esto reduciría el tiempo de repostaje de varios días a tan solo unas horas. También proporcionó un régimen de revoluciones por minuto más estable y permitió reducir el personal de la sala de máquinas de 350 a tan solo 60 personas.
Durante los trabajos de conversión de las calderas, cuando el Olympic fue llevado al dique seco, se descubrió una abolladura con una grieta en el centro debajo de la línea de flotación, que luego se determinó que había sido causada por un torpedo que no se había detonado.
Tras las reformas, el arqueo del buque había aumentado a 46 439 toneladas, lo que le permitió mantener el título del barco de pasajeros más grande de la flota británica —que mantendría en su poder hasta la botadura del RMS Queen Mary en septiembre de 1934—, aunque el RMS Aquitania de la Cunard Line tenía una eslora superior (no obstante, el tamaño de un buque se mide por el tonelaje).

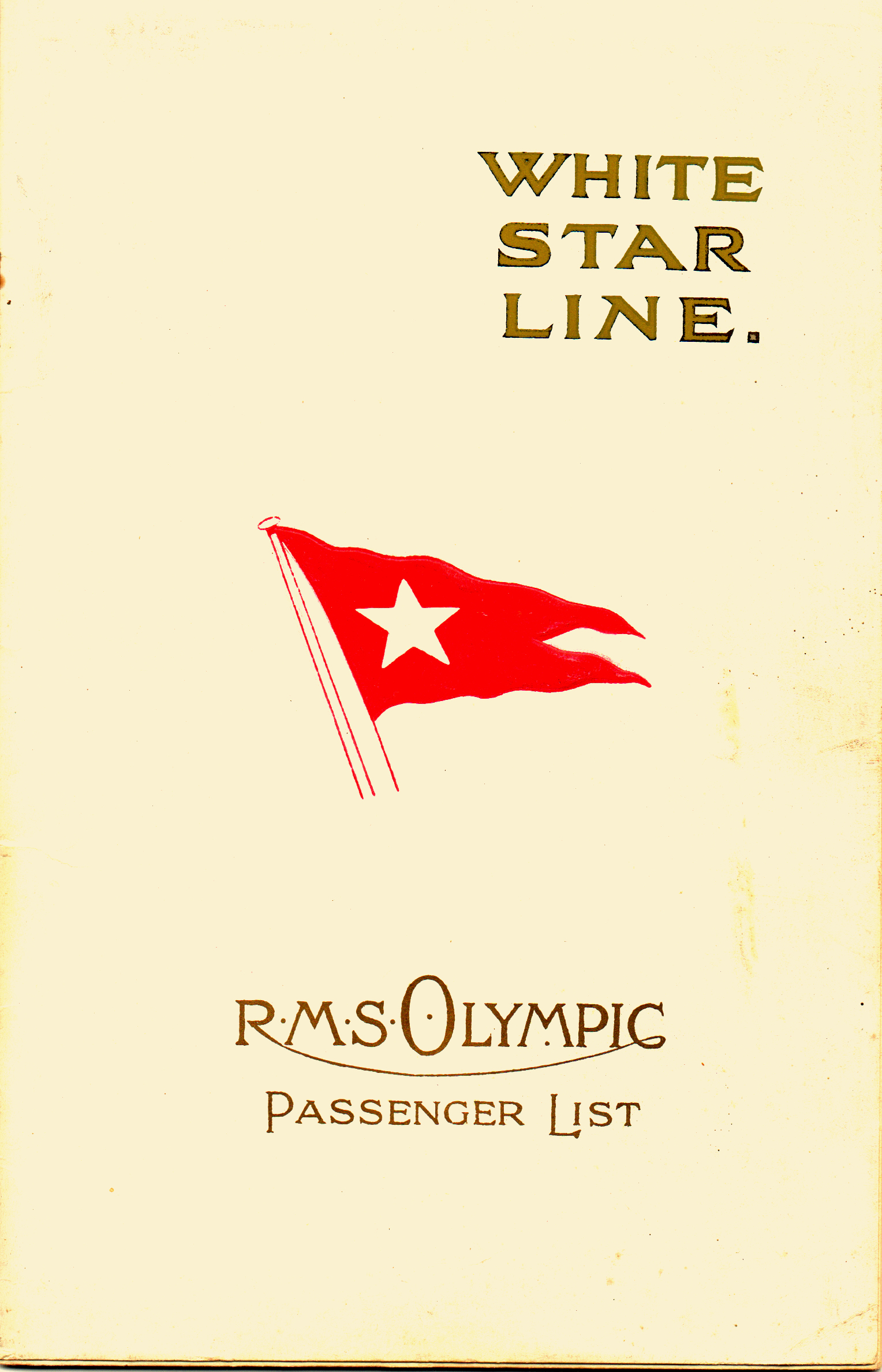
Portada de la lista de pasajeros de una travesía del Olympic, con fecha de abril de 1923.

En 1921, un año después de regresar al servicio del transporte de pasajeros, el Olympic batió su mayor récord en todo lo que llevaba de carrera hasta entonces, tras haber registrado un promedio de 38 000 pasajeros durante ese año.
Con la pérdida del Titanic en 1912, del Oceanic en 1914 y del Britannic en 1916, el Olympic inicialmente carecía de compañeros de ruta apropiados para el servicio regular entre Europa y los Estados Unidos. Sin embargo, en 1922, como compensación por la pérdida de varios buques británicos durante la I Guerra Mundial, la White Star obtuvo dos antiguos barcos alemanes, el SS Bismarck (renombrado como Majestic) y el SS Columbus (rebautizado como Homeric), que habían sido cedidos al Reino Unido como reparaciones de guerra. Estos nuevos barcos se unieron al Olympic en el servicio semanal de la ruta del Atlántico, operando con éxito hasta que las consecuencias de la Gran Depresión redujeron la demanda de los viajes transoceánicos durante los años treinta.

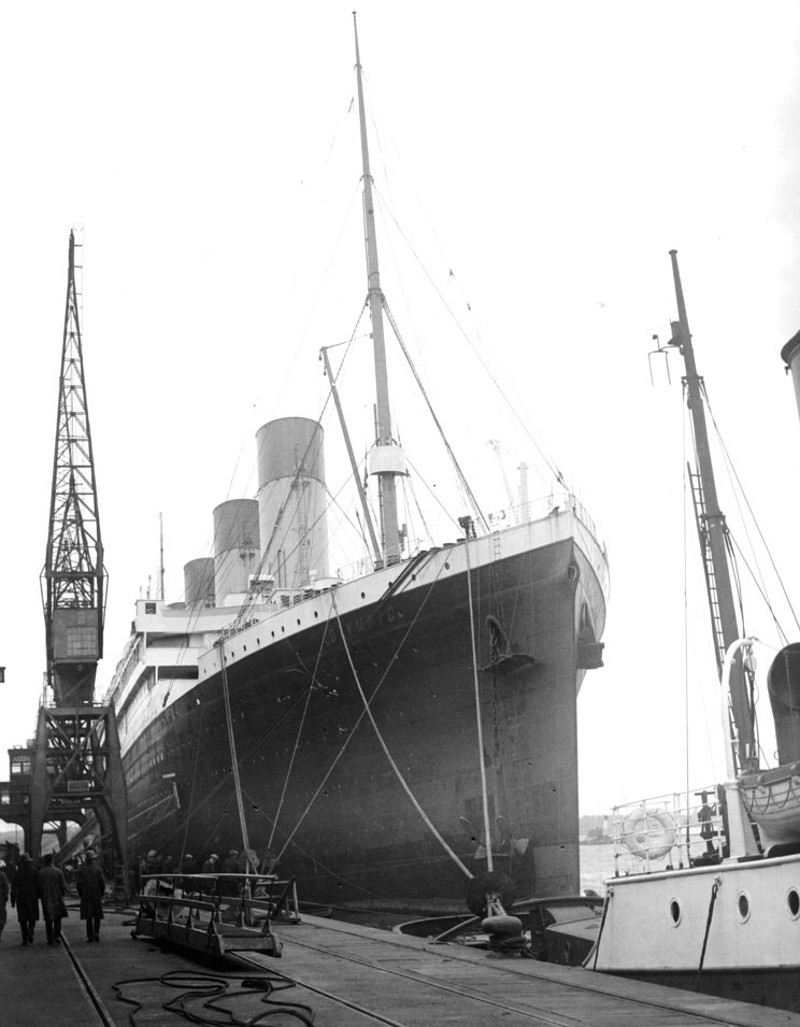
El Olympic en el puerto de Southampton en 1929.

Durante la década conocida como los felices años 20, el Olympic continuó siendo muy popular entre los pasajeros y, a menudo, transportó a varias de las personalidades más ricas y famosas del momento: Marie Curie, Charles Chaplin, Mary Pickford, Federico García Lorca, Fernando de los Ríos, Douglas Fairbanks y el príncipe Eduardo de Gales se encontraban entre las celebridades que viajaron a bordo del Olympic. En 1926 Walter Lord, que contaba entonces con nueve años de edad, realizó un viaje con su familia a bordo del transatlántico. Tras quedar fascinado con sus salas públicas, el futuro escritor las comparó con los interiores de un palacio.
Con los cambios en las leyes de inmigración estadounidenses impuestos a principios de la década —que restringieron en gran medida el número de inmigrantes autorizados a entrar en el país—, el comercio del transporte de inmigrantes sufrió una importante recesión, por lo que las navieras se vieron obligadas a atender al turismo para mantenerse a flote. Así, a finales de 1927, las cabinas de tercera y segunda clase del Olympic fueron remodeladas para alojar a los pasajeros de la nueva clase turista, con la intención de que aquellos viajeros de clase media que deseaban comodidad pudiesen disfrutar de esas instalaciones sin tener que pagar el alto precio de los billetes de primera clase.
Un año más tarde, las instalaciones de primera clase del Olympic fueron mejoradas mediante la adición de cuartos de baño privados en la mayoría de los camarotes, la instalación de una pista de baile en el comedor, la colocación de una pantalla de cine en el salón general y la incorporación de nuevas suites que incluían baños privados hacia la sección de proa.
Estas mejoras, así como otras posteriores, consiguieron que en 1929 el Olympic obtuviera el mejor promedio de pasajeros de toda su carrera.

### Últimos años en servicio

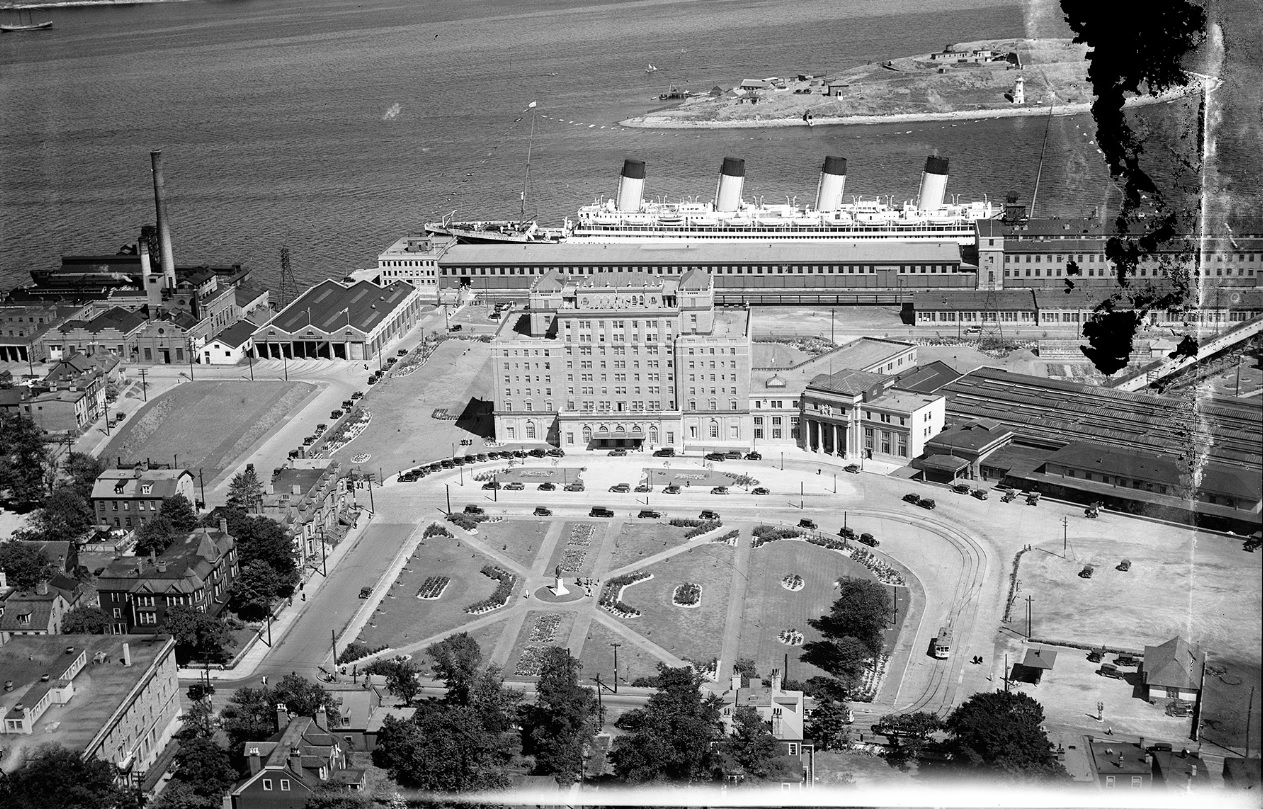
El Olympic fotografiado en el muelle 21 de Halifax, Nueva Escocia (Canadá), en 1931.

Los estragos causados por la Gran Depresión a comienzos de los años 1930 afectaron gravemente al comercio marítimo. Hasta 1930 el promedio general de pasajeros en la ruta del Atlántico era de un millón de pasajeros anuales. Para 1934 el número de pasajeros se había reducido a más de la mitad.
Sumado a esta situación, a comienzos de la década, surgió una nueva competencia en Europa, donde se había introducido una nueva generación de transatlánticos más grandes y rápidos respecto a la flota mercante británica, como el navío francés SS Île de France, el italiano SS Rex o los alemanes SS Bremen y SS Europa. Estos últimos superaron rápidamente el récord de velocidad establecido por el Mauretania.
En 1928, la White Star Line tenía planes para retirar del servicio al RMS Homeric, compañero de ruta del Olympic, y reemplazarlo por un nuevo gran transatlántico, el RMMV Oceanic, y otro buque más pequeño, el MV Britannic, que serían construidos como barcos a motor en lugar de vapores convencionales. No obstante, los estragos causados por el Crac de 1929 conllevaron a la cancelación del Oceanic y su reemplazo por el MV Georgic —barco gemelo del Britannic—. Tras la retirada del servicio del Homeric en 1932, el Britannic y el Georgic se unieron al Olympic y al Majestic en la travesía del Atlántico. 
En los últimos años de su carrera el Olympic había experimentado una importante recesión en su media de pasajeros por ruta —de los 1000 pasajeros transportados por viaje hasta 1930, solo transportaba la mitad en 1932—. Esto provocó que varias de sus rutas fuesen canceladas y sustituidas por cruceros con destino a Halifax, en Nueva Escocia. No obstante, el buque siguió gozando de buena popularidad prácticamente hasta su retirada del servicio —prueba de ello son los apodos «Oly» (como abreviatura de su nombre) y «The Ship Magnificent» (en español: «El Barco Magnífico») con los que era conocido por sus pasajeros—. Entre 1933 y 1934 el número de pasajeros aumentó ligeramente. 
A finales de 1932, con el tráfico de pasajeros en declive, la White Star retiró al Olympic del servicio durante cuatro meses para remodelar sus interiores, lo que dio como resultado una nueva distribución de los alojamientos, pudiendo albergar a un total de 618 pasajeros en primera clase y 829 en clase turista. Tras las reformas, en marzo de 1933, el barco regresó a su servicio habitual en el Atlántico durante los meses de verano, que alternaba con cruceros hacia Canadá durante el invierno. En estas travesías operaba con sus motores funcionando a su máxima potencia, alcanzando aproximadamente los 24,2 nudos, la velocidad más alta alcanzada durante todo su servicio.

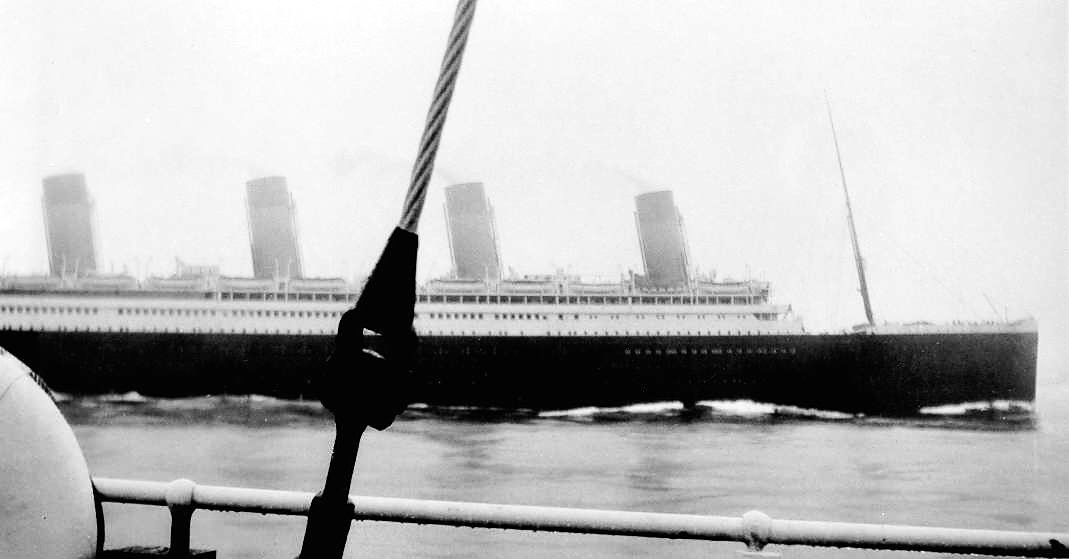
El Olympic pasando cerca del Nantucket LV-117 a principios de 1934. En mayo de ese año, se vería involucrado en un incidente con este buque.

En la mañana del 15 de mayo de 1934, el Olympic se vio involucrado en uno de los incidentes más graves de su carrera.
En las aproximaciones del puerto de Nueva York, navegaban varios buques faro que delimitaban la zona. Sin embargo, era bastante común que los transatlánticos navegaran cerca de estas embarcaciones. 
Debido a la densa niebla existente ese día, colisionó con el buque faro Nantucket LV-117, que resultó hundido, matando a siete de sus once tripulantes. Los cuatro supervivientes del LV-117 fueron rescatados por el Olympic y entrevistados junto al capitán del transatlántico a su llegada a puerto. El capitán expresó su lamentación por lo sucedido, pero mencionó en la entrevista de que el barco reaccionó de manera rápida en las labores de rescate, utilizando varios de sus botes salvavidas —hecho que fue confirmado por uno de los supervivientes del LV-117—. Los daños del Olympic, que habían sido leves, fueron rápidamente reparados, retornando a su servicio habitual varias semanas después.
Ese mismo mes, la White Star Line se fusionó con su eterna rival, la Cunard Line, formando la Cunard White Star Line. El Olympic constituyó uno de los diez buques que la White Star aportó a la flota de la nueva compañía. Al servicio de la nueva empresa, incorporó la bandera de la Cunard Line en su mástil de popa, junto a la de la White Star —una práctica común a bordo de todos los barcos de la naviera—. No obstante, también continuó con su ruta habitual en el Atlántico durante el verano, alternada con sus habituales cruceros hacia Halifax durante el otoño y el invierno. 
A principios de 1935 la Cunard White Star anunció que el Olympic sería retirado del servicio durante la primavera de ese año y que, por dicho motivo, se cancelaba su agenda de cruceros de verano. 
En marzo de ese año, tras casi 24 años de carrera, el Olympic realizó su último viaje hacia Nueva York, antes de su salida del servicio durante el mes siguiente.

### Desguace

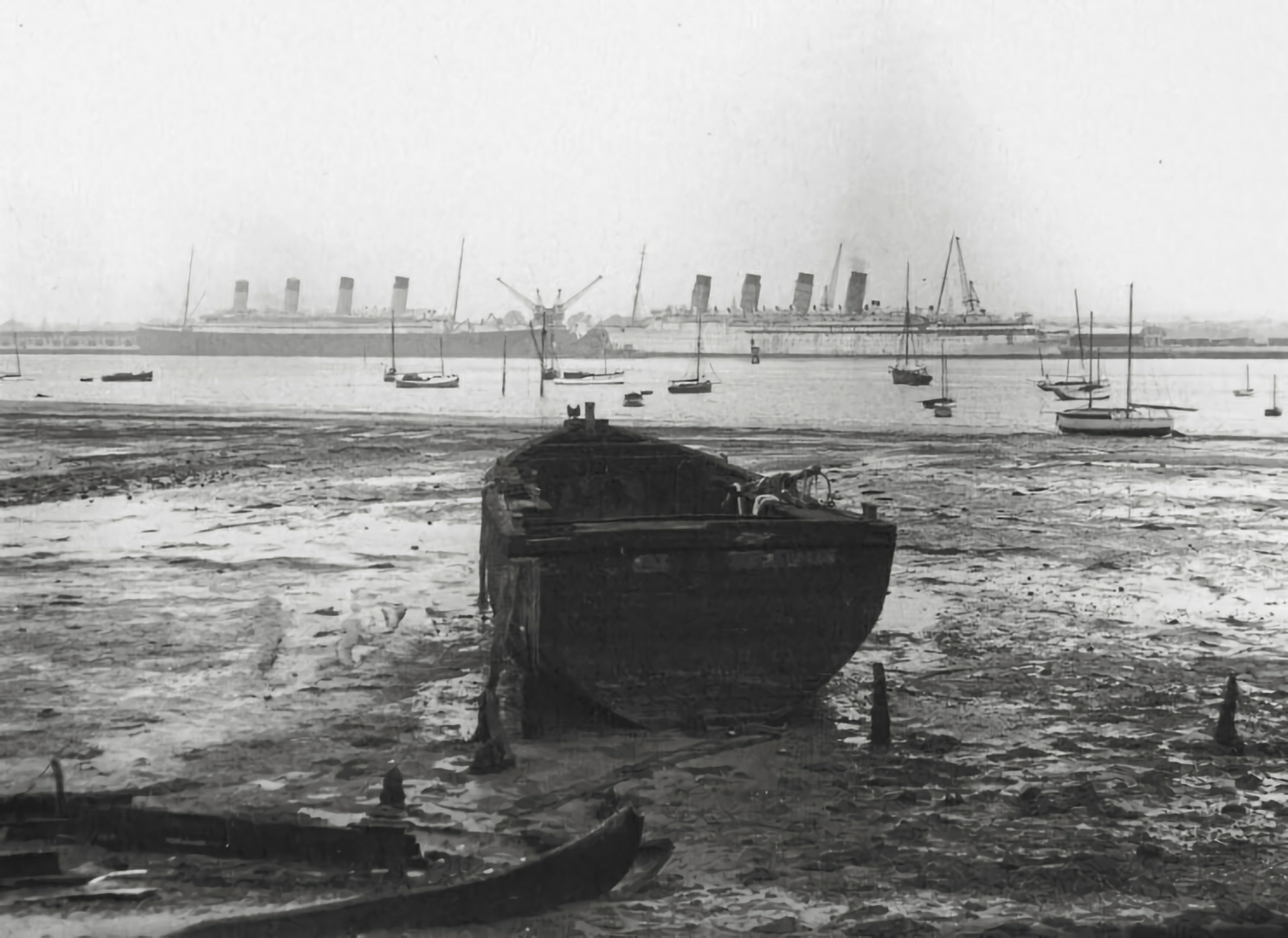
El Olympic (izq.) y el (der.) amarrados en el nuevo muelle de Southampton en junio de 1935, aguardando su viaje final al desguace.

Debido a sus años y acicateado por la situación económica derivada de la Gran Depresión —que ocasionó un grave desfinanciamiento para las navieras— conllevaron a que la Cunard White Star tomara la decisión de retirar al Olympic del servicio en abril de 1935, junto con otros buques veteranos como el Mauretania y el Homeric.  
En octubre de ese mismo año el Olympic fue vendido por 97 500 £ a sir John Jarvis, miembro del Parlamento, para ser parcialmente desguazado en Jarrow, situado en el condado inglés de Tyne y Wear.
El Olympic zarpó por última vez del puerto de Southampton el 11 de octubre y llegó a Jarrow tres días después, donde fue recibido por una gran multitud de personas —en contraste con la escasa multitud que lo despidió a su salida de Southampton—. Durante un período de casi dos semanas, hasta el 26 de octubre, el barco fue abierto al público por última vez, siendo visitado por centenares de personas. 
Los trabajos de desmantelamiento comenzaron después de las navidades de 1935. En septiembre de 1937 los restos del Olympic fueron remolcados hasta el desguace de Thomas W. Ward, ubicado en el puerto escocés de Inverkeithing, para ser finalmente desmantelados.

## Características

### Cubierta de botes
Los botes salvavidas estaban ubicados en dos columnas, una en estribor y otra en babor. Antes de que el número de botes fuese aumentado a 68, en cada lado había diez botes salvavidas —dos de ellos con capacidad para 40 personas, cuatro con capacidad para 47, y el resto con capacidad para 65—.
Hacia proa, se encontraba el puente de mando y los camarotes de los oficiales y el del capitán, y también la sala de radiotelegrafía Marconi, las máquinas que movían los ascensores y cuatro habitaciones simples de primera clase.
El gimnasio estaba ubicado en el lado de estribor, al costado de la entrada de primera clase y a un costado de la segunda chimenea. Entre la segunda y tercera chimenea, se encontraba el techo elevado del salón general y de la sala de lectura de primera clase.
Más allá de la tercera chimenea, se encontraba un pequeño bloque destinado a un tanque de agua, la entrada de luz a la sala de máquinas y un espacio reservado con cubierta de paseo para los ingenieros. Al costado de este bloque se hallaba un tragaluz que cubría la cúpula de la escalera trasera de primera clase.
A ambos lados de la cuarta chimenea se encontraba el techo elevado del salón de fumadores de primera clase y de los cafés Verandah en la cubierta inferior.
Al final de la cubierta se hallaban la entrada y escalera de segunda clase —que descendía hasta la cubierta F—. Así mismo, los pasajeros contaban con su respectiva cubierta de paseo.

### Equipamiento interior

#### Primera clase
En su época, el Olympic fue considerado uno de los barcos más lujosos del mundo gracias la alta calidad y elegancia de sus interiores —que consistían en una variada combinación de estilos populares entre la sociedad eduardiana y de la Belle Époque—, descritos como «de extensión y magnificencia incomparables».
El buque fue equipado con un gimnasio, cancha de squash, piscina interior, baños turcos y eléctricos, un café Parisien, biblioteca, una sala de lectura, salón general, sala de fumadores, áreas de recepción, salón comedor, dos cafés Verandah, un prestigioso restaurante À la Carte, un cuarto oscuro, lujosas Parlour Suites —situadas en las cubiertas B y C—, algunas con baños privados (lo que era todo un lujo para la época), entre otras comodidades para uso exclusivo de la primera clase.
Cabe destacar que, en el diseño interior original del Olympic, no estaban incluidos algunos elementos del Titanic como el café Parisien o la amplación hacia babor del restaurante À la Carte. No obstante, muchas de esas instalaciones se incorporaron durante el reacondicionamiento del buque para mejorar su seguridad tras la tragedia del Titanic.
Los pasajeros de dicha clase contaban con su propia zona de paseo a lo largo de gran parte de la cubierta de botes, en donde se ubicaba la entrada de la Gran Escalera, así como la del gimnasio del lado de estribor.
El gimnasio se ubicaba entre las dos primeras chimeneas, y estaba decorado con numerosas ventanas en el tabique de estribor, lo que permitía una buena entrada de luz natural durante el día. Las paredes y el techo estaban revestidos con paneles de madera blancos. Tres columnas de roble con capiteles de orden jónico se encontraban distribuidas por toda la longitud del gimnasio, la pared de babor estaba decorada con dos cuadros: un mapamundi que indicaba las distintas rutas de la White Star Line, y una pintura con vista de perfil del barco (originalmente y hasta la pérdida del Titanic, la leyenda de dicha pintura mencionaba a ambos buques, describiéndolos como los más grandes de su época). Estaba equipado con material deportivo y los dispositivos de la tecnología más avanzada de la época. Provenientes de Alemania, estos eran los mejores en este campo para aquel entonces. Dichos dispositivos consistían en un saco de boxeo, una máquina de remo, bicicletas de entrenamiento, un caballo y un camello eléctricos, así como dispositivos de masaje y pesas. Los pasajeros también contaban con un profesor de gimnasia.
En la cubierta A, los pasajeros contaban con una segunda zona de paseo, que recorría toda la eslora del barco a lo largo de dicha cubierta. Estos paseos estaban totalmente abiertos, proporcionando a los pasajeros unas vistas claras hacia el mar. En esta cubierta, en la parte delantera y cerca de la primera chimenea, se encontraban las cabinas estándar de primera clase; decoradas con paneles de pino pintados en blanco y que incorporaban estufas eléctricas, además de un lujoso mobiliario de caoba.

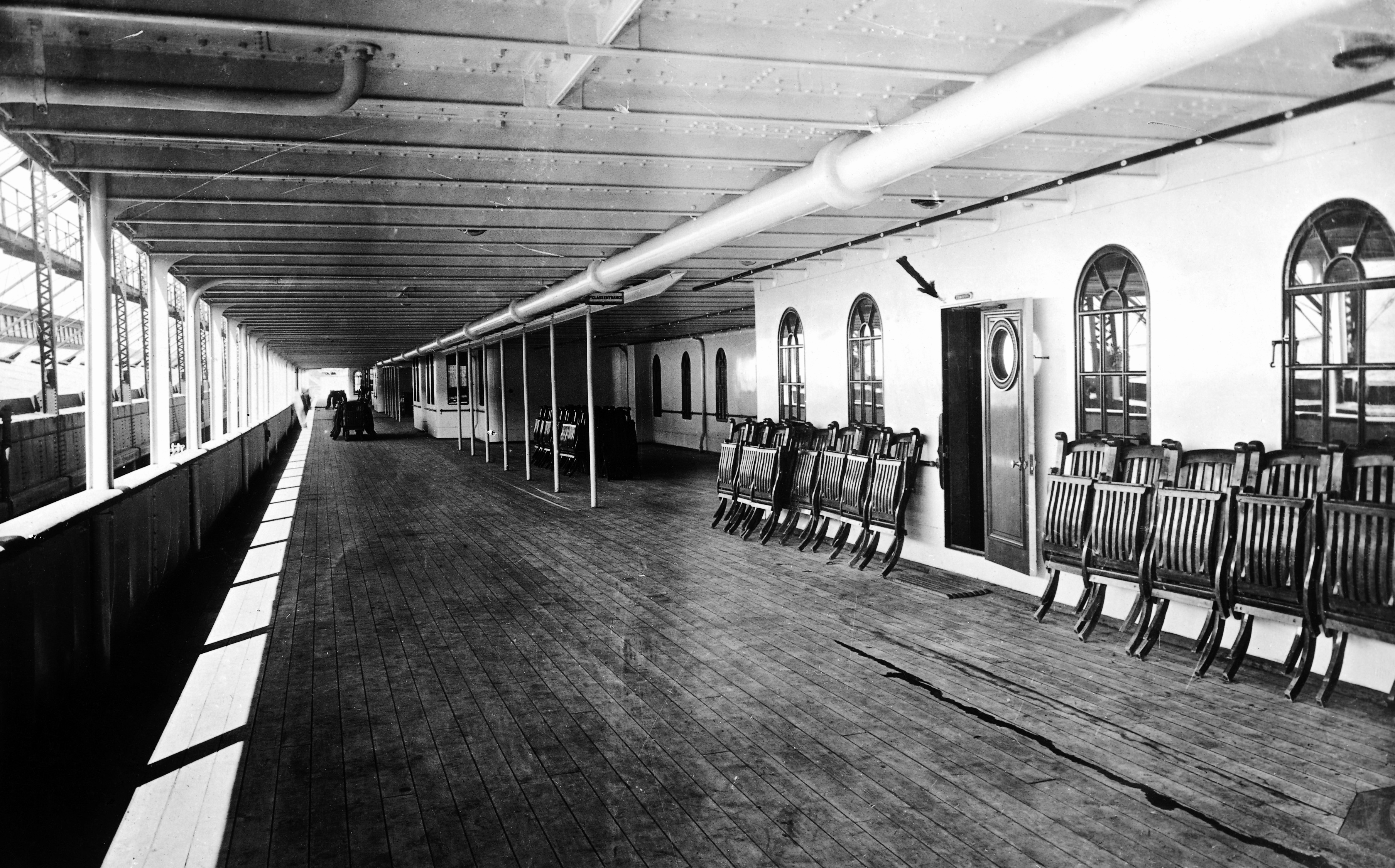
Área de paseo de primera clase de la cubierta A del Olympic. En primer plano, a la derecha, se observa la entrada a la Gran Escalera de popa.

A bordo del buque, había dos lujosas escalinatas, una ubicada hacia la zona de popa —que descendía desde la cubierta A hasta la cubierta C—, y otra situada hacia la sección de proa —decorada con un reloj en su nivel superior que representaba a «el Honor y la Gloria coronando al Tiempo»—. Esta última recorría cinco niveles desde la cubierta de botes hasta la cubierta E, decorada en el estilo inglés William & Mary; y terminaba en la cubierta F como una escalera convencional.
En la zona próxima a la entrada de estribor de la escalera de proa, se encontraba un corredor que contaba con una puerta giratoria. Dicho pasadizo comunicaba con la sala de lectura y el salón general.
La sala de lectura y correspondencia era una habitación decorada en estilo georgiano, con paneles de madera blancos y con grandes ventanas que se extendían hasta la cubierta de botes, lo que permitía una gran entrada de luz natural durante el día. Esta sala tenía una chimenea eléctrica decorativa. Debido a su baja popularidad en el Olympic, se decidió reducirla a bordo del Titanic y del Britannic, y reemplazar el espacio sobrante por varias cabinas. 
Al costado de la sala de lectura y en medio de la segunda y tercera chimeneas, se encontraba el salón general, ubicado en el centro de la cubierta A, entre las dos escaleras de primera clase. El salón estaba tapizado y presentaba una decoración inspirada en el estilo Luis XV, e incorporaba réplicas de objetos del Palacio de Versalles en sus decorados. Las paredes estaban revestidas con paneles de madera en color natural y bellamente tallados. En la zona delantera, cerca de la puerta, se encontraba una chimenea de mármol, coronada por un espejo y una réplica en miniatura de la escultura de Diana de Versalles, realizada con tonos predominantemente verdes y dorados. En la parte delantera de la tercera chimenea, se ubicaba una biblioteca, en donde se podían sacar libros. A ambos lados de la biblioteca se hallaban un reloj y un barómetro. Del mismo modo que ocurría en la sala de lectura, el techo estaba elevado algunos pies sobre la cubierta de botes, de modo que las ventanas se elevaban hasta la misma. En la parte central del salón, el techo se encontraba abovedado con una cúpula, que conectaba con un respiradero de la cubierta de botes, con el fin de ventilar la habitación; el centro de dicha cúpula lo decoraba una gran araña de cristal ovalada. El salón se encontraba subdividido por una docena de particiones que creaban pequeñas áreas privadas. Estas estaban revestidas por muros decorados con espejos y apliques de bronce.

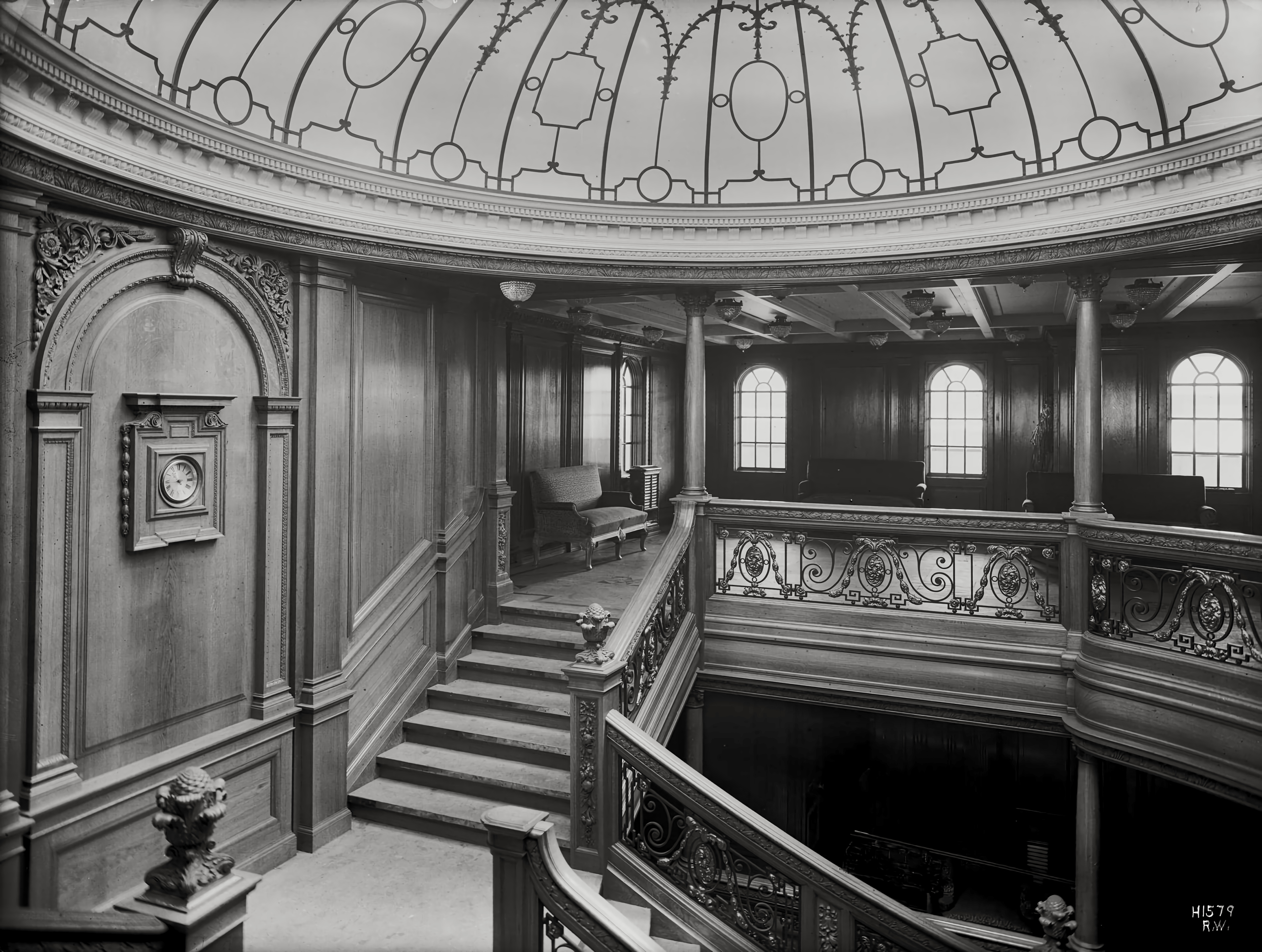
Vista del nivel superior de la Gran Escalera de popa del Olympic, similar a la de proa, aunque más pequeña y con un reloj más sencillo.

Hacia babor, la parte trasera del salón contaba con un pasadizo que comunicaba con la escalinata trasera, de decoración similar a la delantera —aunque de menor tamaño y con menos detalles—.
Hacia popa, junto a dicha escalera, se entraba al salón de fumadores, lugar predilecto de los caballeros de primera clase después de las comidas. Estaba decorado en el estilo georgiano, al igual que la sala de lectura; sin embargo, a diferencia de esta, sus paredes estaban revestidas con paneles de caoba oscura, decorados con incrustaciones de nácar, vitrales y hornacinas, lo que confería cierta elegancia y reproducía la atmósfera de los clubes masculinos del continente. El mobiliario estaba tapizado con cuero de color verde. El suelo estaba cubierto con baldosas de linóleo verde y blanco, decoradas con un patrón floral.
Cabe destacar que tras la Primera Guerra Mundial, mientras los interiores del barco eran reinstalados, las baldosas del suelo del salón de fumadores fueron sustituidas por otras de un diseño más moderno.
En la parte trasera de la sala, en el centro de la pared, se encontraba una chimenea de mármol —la única utilizada con fines de calefacción, por lo que contaba con dos cestos de carbón, uno situado a cada lado—, sobre la que se encontraba expuesto un cuadro realizado por Norman Wilkinson, titulado «La Llegada al Nuevo Mundo», que representaba la entrada del puerto de Nueva York. A la derecha de la chimenea, había una puerta giratoria que conducía al café Verandah de babor. Esta área también albergaba un aseo. Los cigarros y las bebidas servidas a los pasajeros se tenían que solicitar a los administradores responsables del bar adyacente —también empleado por los cafés Verandah—. 
Al final de la cubierta A, se encontraban los dos cafés Verandah —también conocidos como «Palm Courts»—. Ambas cafeterías se encontraban separadas por la escalera de segunda clase. El café de babor, conectado con la sala de fumadores, constituía la zona exclusiva para el uso de los fumadores, mientras que la del lado de estribor, acogía a los no fumadores. Rápidamente, se observó que el café de estribor era menos frecuententado respecto al de babor, siendo utilizado por los niños de primera clase como sala de juegos no oficial. La decoración de ambas cafeterías estaba inspirada en las casas de campo inglesas, y presentaba sus paredes cubiertas por hiedras y decoradas con espejos, que le conferían una sensación de amplitud. Estaban amueblados con mesas, sillas y sofás de ratán y decorados con palmeras. Las cuatro grandes ventanas de hierro de cada café, así como las puertas correderas que conducían a la cubierta de paseo, aportaban a los pasajeros la sensación de estar en una terraza al aire libre. La luminosidad de las ventanas, sumadas a la apertura de la cubierta, permitía observar una magnífica vista del mar. En estas cafeterías se servían aperitivos y comidas ligeras, que procedían del bar compartido con el salón de fumadores.
En cuanto a la cubierta B, a diferencia del Titanic, el Olympic contaba con una tercera zona de paseo para primera clase, que consistía en un paseo cubierto en casi su totalidad. No obstante, este paseo no fue muy popular, lo que conllevó a que, en el diseño del Titanic, fuera sustituido por nuevos camarotes, además de amplificar el espacio de las suites y añadir zonas de paseo privadas a las Parlour Suites.  
Hasta las reformas de 1912, el Olympic mantuvo la tercera área de paseo original hasta que, tras observar el éxito de la configuración de la cubierta B del Titanic, parte del mismo fue cerrado a la altura del restaurante À la Carte —que fue extendido hacia babor, mientras que a estribor se construyó el popular café Parisien, que comunicaba con el restaurante—.
El resto del paseo permaneció intacto hasta que, en 1928, el buque fue sometido a una serie de reformas para añadir más suites hacia proa —sin áreas de paseo privadas y decoradas con diseños más modernos—.
El restaurante À la Carte, ubicado en la cubierta B y contiguo a la escalera de popa, era un restaurante al que los pasajeros podían acudir entre las 8:00 y 23:00 horas, y comer allí dentro de dicho intervalo de tiempo. Este restaurante, a diferencia del comedor —ubicado en la cubierta D—, no tenía un menú fijo, por lo que los pasajeros contaban con diversos platos para escoger. La decoración del restaurante se inspiraba en el estilo Luis XVI y estaba iluminado por grandes ventanas. Estaba decorado con un suelo enmoquetado con alfombras de Axminster, y amueblado por mesas pequeñas con capacidades que variaban entre dos y ocho plazas. La decoración incluía piezas de porcelana y arañas de cristal. Este lugar era el más idóneo para la privacidad ya que, a diferencia del comedor, la mitad de las mesas eran para solo dos personas.
Originalmente, el restaurante era de un tamaño inferior debido a las zonas de paseo de la cubierta B. Sin embargo, su gran popularidad hizo que, durante las reformas de 1912, fuera ampliado hacia babor, dejando el espacio de estribor para instalar el café Parisien. Inicialmente, el restaurante carecía de área de recepción. Sin embargo, cuando el Titanic fue construido, se incorporó una a bordo de este —que ocupaba todo el nivel de la cubierta B de la escalera—. Tras el naufragio de su barco gemelo, mientras el Olympic se sometía a remodelaciones para mejorar su seguridad, se añadió una sala de recepción al restaurante —aunque, a diferencia de la del Titanic, era independiente de la escalera y, por tanto, de un tamaño inferior—. La recepción estaba decorada en estilo georgiano, que incluía paneles de madera pintados en blanco para las paredes —de forma similar que en la sala de lectura—. El mobiliario constaba de sillones y sofás tapizados con seda carmín. La sala funcionaba como lugar de reunión para los pasajeros antes de entrar al restaurante, así como para reunirse a la salida.
Incorporado en el Olympic en 1912, el café Parisien se ubicaba en el costado de estribor del restaurante À la Carte, con el que estaba comunicado. Compartía su equipo de camareros con este, por lo que su horario de apertura era el mismo. Las comidas servidas allí tenían las mismas condiciones y ventajas que las del restaurante. Su decoración se inspiraba en un tradicional porche de cafetería francés, revestido con paredes enrejadas de madera blanca, por las que se colocaban plantas trepadoras. El mobiliario de esta cafetería consistía en pequeños conjuntos de mesas y sillas de mimbre, con una capacidad para albergar un total de 68 personas.
La cubierta C estaba dedicada principalmente a los alojamientos. Mientras, en la cubierta D, se encontraban las puertas de embarque de primera clase, que se cerraban herméticamente adhiriéndose al casco; hacia dentro se cerraban con rejas dobles ornamentadas. La entrada de embarque estaba decorada con paneles de roble tallados en color natural, y el suelo estaba revestido con las mismas baldosas empleadas para la Gran Escalera. Esta sala comunicaba con la recepción mediante unas puertas dobles de madera con hierro y ventanas, así como con los ascensores mediante un arco. Hacia popa, cada sala tenía una vitrina.
La sala de recepción, ubicada en la misma cubierta, estaba decorada con paneles de madera blancos y presentaba un suelo tapizado con una alfombra de Axminster roja, con un patrón decorativo inspirado en los diseños persas. El mobiliario constaba de sillones y mesas de mimbre, además de numerosas plantas y un piano de cola. Esta recepción conectaba con el salón comedor mediante unas puertas dobles similares a las de la entrada de embarque.
El salón comedor estaba decorado en estilo jacobino y era el salón más espacioso a bordo del buque, con capacidad para albergar a un total de 554 comensales. Su horario de apertura abarcaba entre las 13:00 y las 14:30 en el primer turno, y de 18:00 a 19:30 horas en el segundo. Sus paredes estaban revestidas con paneles de madera blancos y estaba amueblado con un lujoso mobiliario de caoba. El suelo estaba decorado con baldosas de linóleo azul en los que destacaba un elaborado diseño rojo y amarillo. Los ojos de buey de esta cubierta estaban cuidadosamente ocultos con vitrales en profusión, que recibían la luz natural, aportando la sensación de estar comiendo en un restaurante. Las mesas, con un total de 115 asientos, podían acomodar de dos a doce personas. Cada mesa incluía su propia lámpara. Hacia proa, se encontraba un piano, que era utilizado durante las ceremonias religiosas. Durante las reformas de 1928 se incorporó una pista de baile en el salón comedor.
En la cubierta E se ubicaban los últimos camarotes de primera clase, a los que se accedía al bajar por la Gran Escalera y por los tres ascensores que llegaban hasta este nivel. En la cubierta F, en la zona que abarcaba la zona central y la proa, se ubicaban los baños turcos y eléctricos, la piscina cubierta y la tribuna para los espectadores de la sala de squash.  
Los baños turcos y eléctricos eran accesibles mediante una escalera de decoración sencilla que venía desde la cubierta E, y estaban atendidos por tres camareros y dos azafatas. El coste por el acceso a estos servicios era adicional al del billete. El conjunto estaba formado por tres salas de champú que ofrecían diferentes temperaturas —calor, frío y temperatura ambiente— así como una sala de masaje y sauna. La decoración de estas estancias se inspiraba en el estilo neoárabe, con techos artesonados. Las diferentes salas de temperatura estaban equipadas con sofás, mesas y tumbonas. El acceso a los baños turcos era a diferentes horas para hombres y mujeres, como era la costumbre. Los pasajeros pasaban la mayor parte del tiempo en la sala de enfriamiento, y era aquí donde se colocaba a su disposición los cigarrillos, los libros y los refrigerios.
La piscina cubierta estaba asociada con los baños turcos, por lo que aplicaba los mismos horarios que estos. La piscina medía 10 metros de largo por 4,30 metros de ancho, tenía una profundidad de 1,80 metros y estaba equipada con un trampolín. Se llenaba con agua de mar climatizada y se ingresaba mediante una escalera de mármol. La sala de la piscina estaba equipada con quince vestuarios individuales para que los pasajeros pudieran ponerse su bañador.
La cancha de squash se encontraba en la parte delantera de la cubierta G, y tenía una tribuna en la cubierta superior, protegida por una red. El Olympic se convirtió en el primer buque en incluir una cancha de squash a bordo de sus instalaciones, y su éxito fue tal que se tuvieron que reducir la duración de las sesiones. Desde la plataforma se accedía a una pequeña sala en la que se almacenaba el material del equipo.
La instalación estaba atendida por un monitor, cuyos servicios estaban incluidos en el precio de la entrada a la cancha.
Sumado a estas comodidades, los pasajeros de primera clase disponían de una orquesta de músicos expertos, así como de varios pianos a bordo; uno de ellos ubicado en la recepción del comedor y otro dentro del mismo, así como de otros dos en el restaurante À la Carte y en la entrada del nivel de la cubierta de botes de la Gran Escalera.

#### Segunda clase
La segunda clase del Olympic era equiparable a las instalaciones de primera clase presentes en otros barcos de la época.
En la cubierta B se encontraba el salón de fumadores, cuya decoración se inspiraba en el estilo Luis XVI, con sus paredes revestidas con madera de roble en color natural, y contaba con un suelo revestido con baldosas de linóleo blanco decoradas con un patrón bicolor negro y verde. El salón fue amueblado con sillas de roble tapizadas en tafilete marroquí en color verde, que rodeaban mesas cuadradas para jugar a las cartas.
En la cubierta C se ubicaba la biblioteca —que también funcionaba como salón principal—, decorada al estilo Adam. Sus paredes estaban revestidas con paneles de madera de sicomoro claro y de caoba oscura, que presentaban un gran contraste. Había columnas pintadas de blanco en toda la habitación, que sostenían un techo artesonado de yeso. Sillas y mesas de caoba amueblaban la estancia, con escritorios situados junto a las ventanas de la habitación, equipadas con lámparas para leer. Estaba equipada con una gran librería que funcionaba como biblioteca, donde los pasajeros podían alquilar libros durante las travesías.  
En la cubierta D se ubicaba el comedor con capacidad para 394 comensales, estaba revestido con paneles de roble en color natural, decorados con sencillos pero sofisticados tallados. La comida servida en este comedor era preparada en la misma cocina que la de primera clase. En este comedor se ubicaba uno de los pianos disponibles para el entretenimiento de los pasajeros. El segundo se ubicaba en la entrada de la escalera trasera.  
La segunda clase también contaba con un ascensor, que recorría el barco desde la cubierta de botes hasta la cubierta E.  
Los pasajeros de segunda tenían a su disposición una peluquería, ubicada en el nivel de la cubierta E junto a la escalera principal. Esta funcionaba también como tienda de souvenirs. En la escalera trasera, en el mismo nivel, se encontraba la oficina de información y comisario de a bordo, donde los pasajeros podían guardar sus objetos de valor y enviar telegramas.  
Aunque los camarotes de segunda clase no eran tan grandes como los de primera, eran bastante aceptables para aquel entonces. Su decoración constaba de paneles de roble pintados de blanco en las paredes, suelos de linóleo —o alfombrados en algunos casos— y un mobiliario de caoba que, normalmente, consistía en un sofá de gran tamaño, armarios y un tocador con lavabo —equipado con espejo y estanterías de almacenamiento—. Todos los grifos se conectaban a los enormes tanques de agua dulce, ubicados en las profundidades del barco.  
Muchas habitaciones contaban con lavabos plegables —que podían guardarse en el gabinete del tocador para ahorrar espacio—. La segunda clase disponía de camarotes compartidos —de forma similar que en tercera clase— y segregados por género, de tal forma que las mujeres u hombres solteros, a menudo, compartían un único camarote. El privilegio de baños privados en las cabinas siguió siendo un aspecto único de la primera clase, por lo que todos los baños presentes en segunda eran compartidos. Los lavabos y baños comunitarios estaban separados por las escaleras de segunda clase y divididos por género.  
Había tres zonas de paseo al aire libre separadas para segunda clase. La principal se ubicaba en el extremo de popa de la cubierta de botes y medía 44,2 metros (145 pies) de largo. Se instaló una caseta que funcionaba como entrada de segunda clase, desde donde se accedía al ascensor y la escalera principal. 
A lo largo de la cubierta se ubicaban varios bancos de madera y de hierro forjado, así como varias tumbonas de teca, que se podían alquilar por un precio de tres chelines por persona. 

#### Tercera clase
Los hombres solteros eran asignados a los camarotes de proa, mientras que las mujeres solteras y las familias eran ubicados en los camarotes más grandes, localizados en la sección de popa.
La tercera clase a bordo del Olympic incluía cuatro salas de reunión para atender a los pasajeros, sumado al espacio exterior de las secciones de los castillos y pozos de proa y de popa que funcionaban como áreas de paseo. 
Entre las comodidades y estancias, los inmigrantes que viajaban en tercera clase disponían de un comedor en la cubierta F, con capacidad para albergar a un total de 473 personas. Este comedor, en realidad, eran dos habitaciones separadas por un mamparo, y disponía de un mesero —algo inusual para la época—. La decoración de este comedor era sencilla —del mismo modo que el resto de áreas de tercera clase—. Parte de sus paredes estaban revestidas con paneles de pino pintados en blanco mientras que el resto de secciones quedaban intactas, dejando el acero al descubierto. Estas paredes también fueron pintadas en blanco. La única decoración colocada en las paredes consistía en varios carteles que anunciaban la introducción de nuevos buques en la flota de la compañía. El mobiliario del comedor estaba compuesto por sillas de madera sencillas e independientes.
Hacia el extremo trasero de la cubierta C, bajo el castillo de popa, se encontraban la sala común, situada hacia estribor, y la de fumadores, que abarcaba el lado de babor.
La sala común —al igual que el comedor y el resto de estancias— presentaba una decoración modesta y sencilla, que consistía en paneles de pino pintados de blanco para las paredes y baldosas de linóleo para el suelo. El mobiliario constaba de bancos de madera y asientos amplios para sentarse. También incluía un piano, junto con el que los pasajeros podían formar bandas con sus propios instrumentos para amenizar las veladas; esta sala era un espacio recreativo en el que tanto pasajeros varones como mujeres podían interactuar, así como el lugar en el que se celebraban fiestas. 
En la estancia contigua se encontraba la sala de fumadores, que era de uso exclusivo para los hombres —del mismo modo que sus homólogas de primera y segunda clase—. Su decoración era similar a la de la sala común, aunque tenía las paredes revestidas con madera de color natural. Su sencillo mobiliario constaba de varios bancos iguales a los de la sala común, así como de un bar, escupideras y mesas fijadas al suelo para jugar a las cartas y realizar otras actividades.
En el nivel superior, en el castillo de popa, se encontraba la cubierta de paseo, que incorporaba varios bancos destinados para el uso y el ocio de los pasajeros.

## El Olympic en el presente
Los lujosos decorados del Olympic fueron subastados inmediatamente antes de que el buque fuera desguazado; algunas de sus estancias —especialmente las del salón general de primera clase y partes de las escalinatas— se encuentran en el Hotel White Swan de Alnwick, situado en el condado inglés de Northumberland. La araña de cristal y ormolú del salón general de primera clase se encuentra instalada en el centro de conferencias Cutlers' Hall de Sheffield.
El panel tallado del famoso reloj de «el Honor y la Gloria coronado al Tiempo» de la Gran Escalera del Olympic, del que se presume que era idéntico al del Titanic, se conserva en el Museo Marítimo de Southampton. Otras piezas, como algunos paneles, están en la fábrica de pintura de Haltwhistle. El resto de sus decorados fueron comprados por gente rica del Reino Unido, que los utilizaron para adornar los interiores de sus domicilios. 
En el año 2000, según fuentes de la empresa Celebrity Cruises, la compañía adquirió algunos paneles de madera originales del restaurante À la Carte del Olympic y los utilizó para decorar las paredes del restaurante construido a bordo de su mejor crucero, el GTS Celebrity Millenium. Dicho restaurante opera bajo el nombre de «Restaurante RMS Olympic».

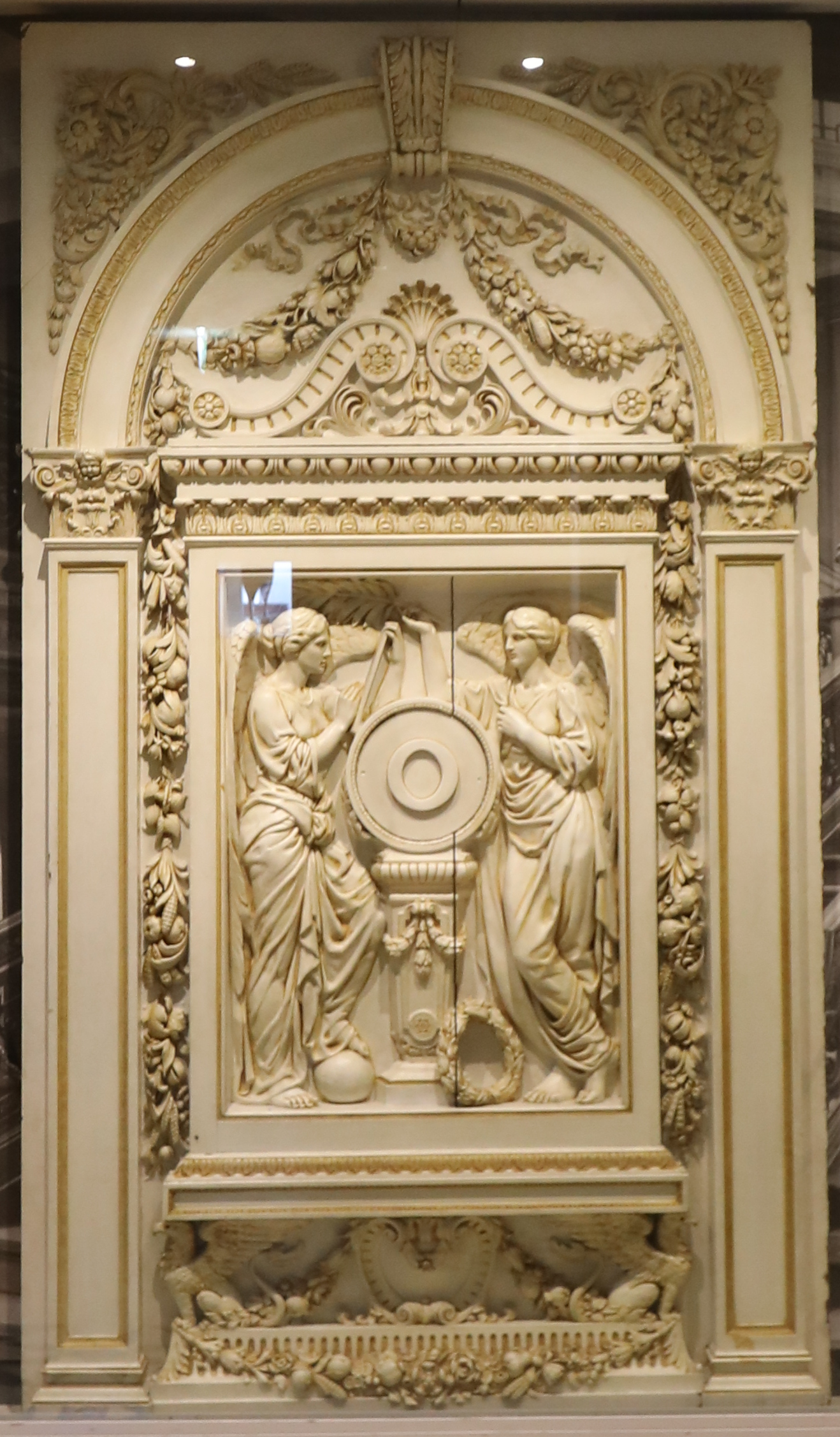
Panel del reloj de la escalinata de primera clase del Olympic, exhibido en el Museo Marítimo de Southampton.
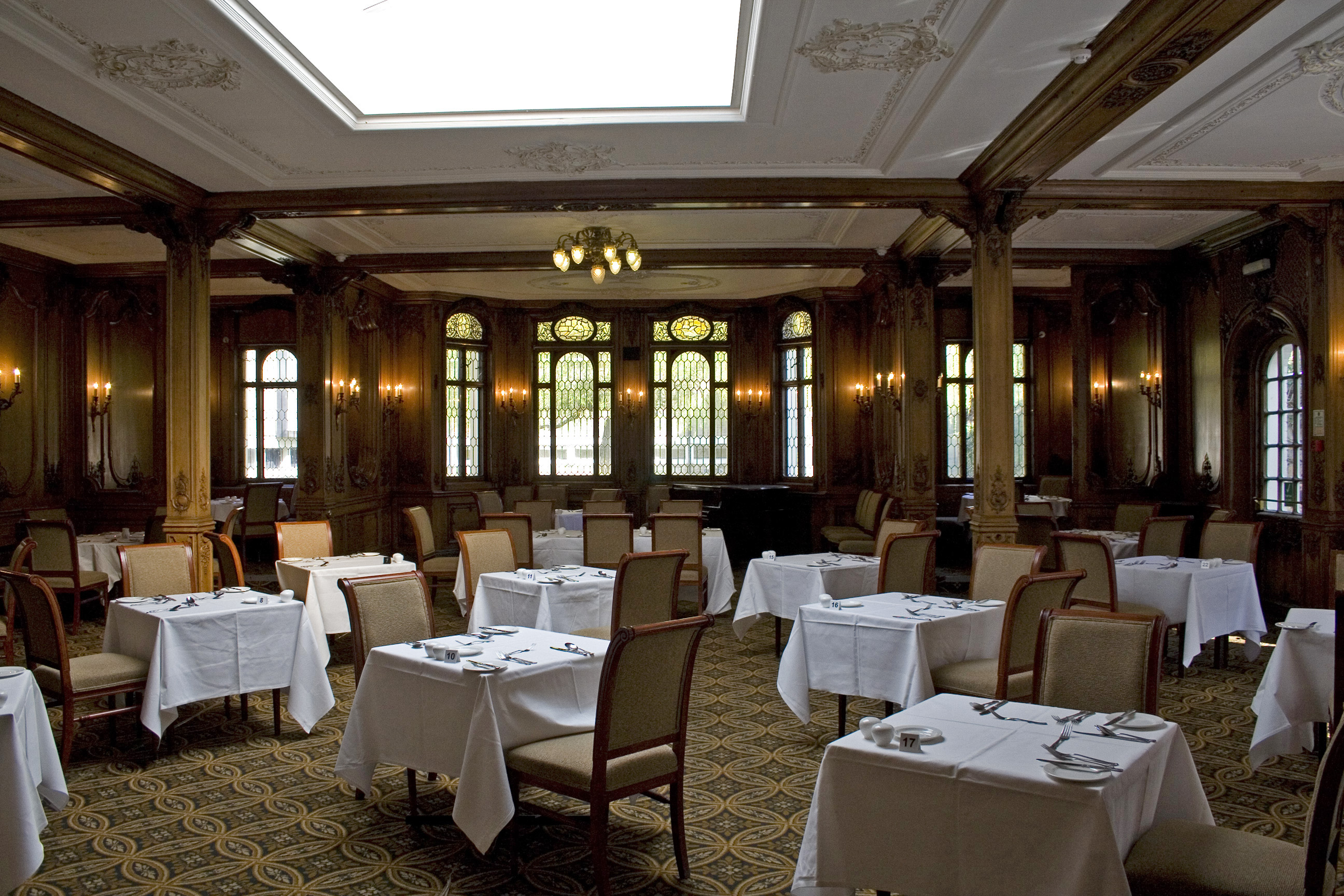
Interiores originales del Olympic, que pueden verse en esta foto de la Olympic Suite en el Hotel White Swan en Alnwick.
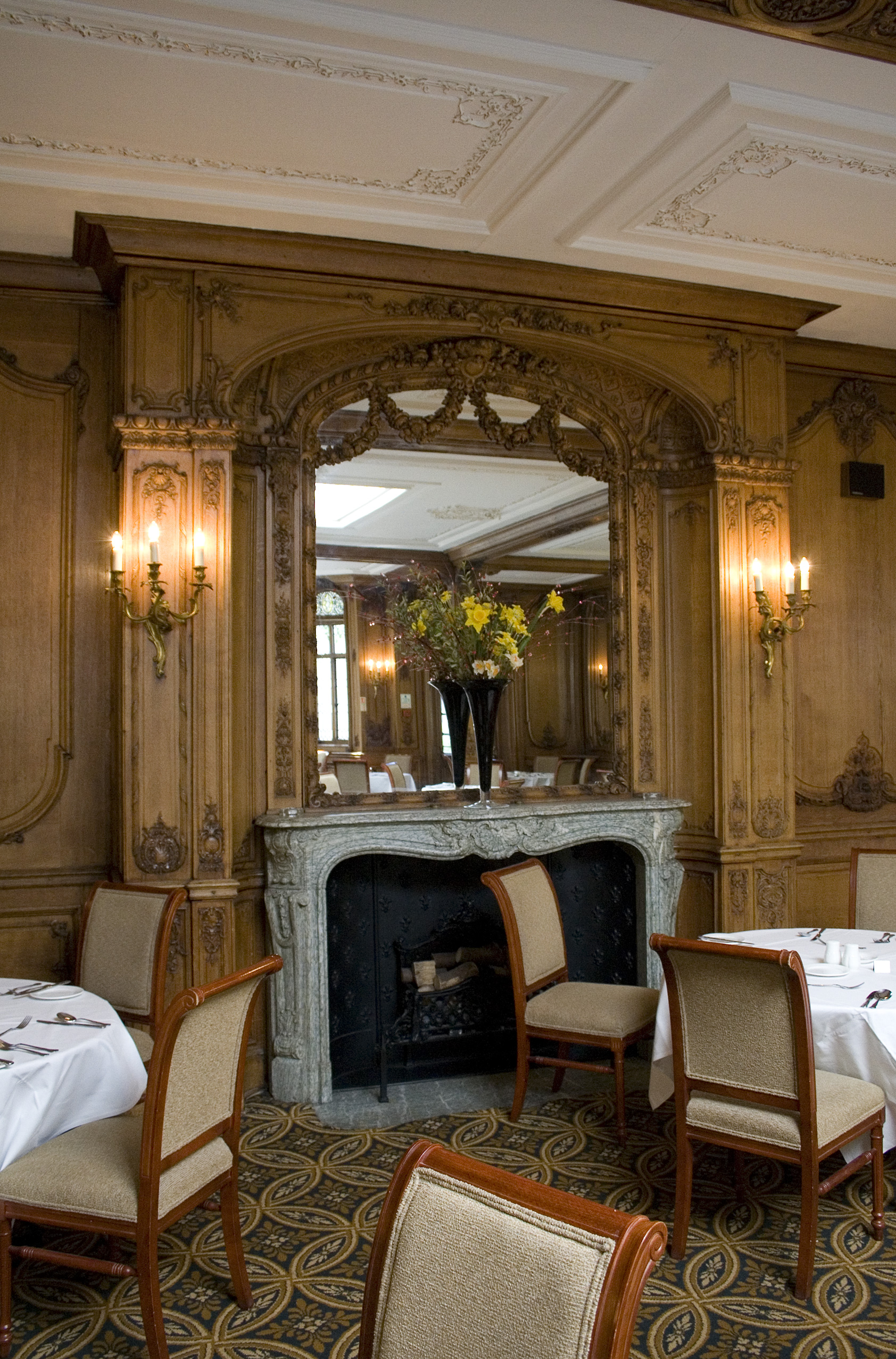
Chimenea de mármol del Olympic en el Hotel White Swan de Alnwick.
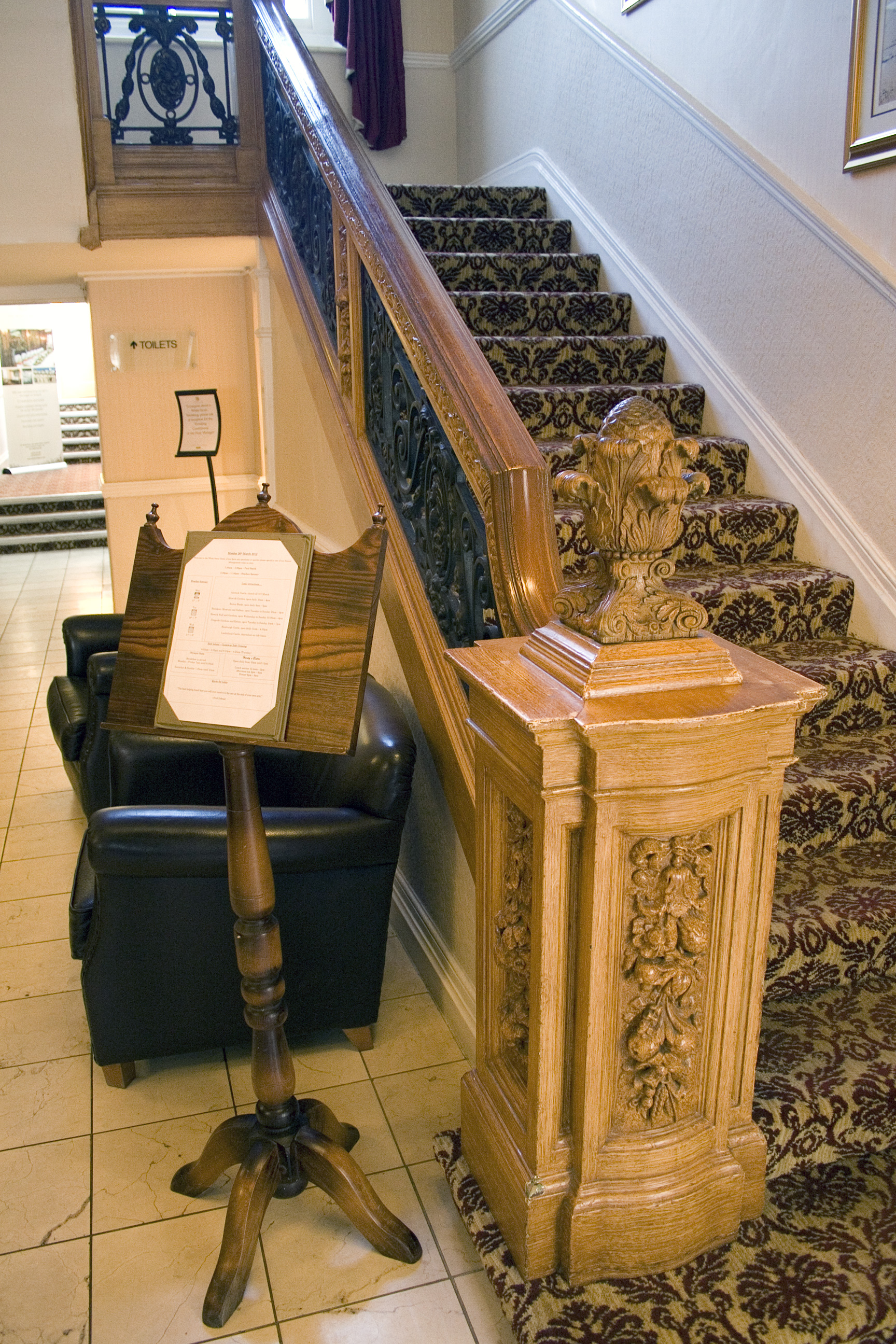
Escalera principal del Hotel White Swan de Alnwick, revestida con piezas originales de la Gran Escalera del Olympic.